# Heterogena sistemska arhitektura
Heterogena sistemska arhitektura (HSA) je arhitektura kompjuterskih procesora pri kojoj se deljenjem memorije i procesa, integriše centralna procesorska jedinica (CPU), I grafički procesor (GPU). Razvijena je od strane HSA fondation uz pomoć mnogih kompanija među kojima je AMD, ARM i Samsung. Veliki broj promoterskih kompanija pridružilo se projektu, u vidu pružanja podrške ovoj inovaciji. Neke od njih su: LG Electronic, Canonical, Oracle, Sony. Arhitektura je osmišljena sa razlogom kako bi se smanjio odziv u komunikaciji između CPU-a, GPU-a i ostalih uređaja unutar računara, i kako bi projektovanje aplikacije bilo olakšano iz perspektive programera. Na ovaj način unapređeno je i upraljanje RAM memorijom između ove dve komponente.
Najveći korak ka popularizaciji HSA, po pitanju proizvodnje hardvera koji je ujedinio CPU I GPU u jednom čipu, napravila je kompanija AMD sa serijom A4 I A8 procesora koji su sa idejom ovakve hijerarhije pristupanja RAM memoriji, svojoj štedljivosti i performansama dostigli visoku popularnost.

## HSA
Ovu arhitekturu, sveobuhvatno gledano, odlikuje velika prilagodljivost po pitanju tržišta, jer je primenjiva u različitim tehnologijama. AMD, prema tome, nastoji da čipove koji omogućavaju ovakvu vrstu obrade, ubaci u što veći broj različitih uređaja. Najveću primenu pronašla je na tržištu mobilnih telefona i ostalih prenosnih uređaja, upravo zbog svojih karakteristika štedljivosti.
Kao i svaka tehnička inovacija, I HSA se ne razlikuje po svom pristupu kojim pokušava da prikupi što veći broj developera širom sveta, privuče pažnju ključnih svetskih univerziteta tehničkih struka, kako bi što efikasnije poboljšali izgradnju različitih softverskih komponenti, da li to bio u pitanju sistemski softver, operativni sistem ili korisnička aplikacija koji bi podržavali ovakav vid obrade.

### Upravljanje memorijom
HSA je set mogućnosti definisanih u sistemsku arhitekturu sa namerom da učini ovakvu vrstu heterogene obrade mnogo popularnijom. HSA omogućava heterogenu obradu podataka, što bi značilo da GPU pristupa memoriji samostalno. Tradicionalni način pristupanja preko pokazivača zahtevao je veći odziv, dok je ono što je HSA inovativno donela jeste direktan pristup RAM memoriji od strane grafičkog procesora.

### Softverska podrška
Neke od mogućnosti HSA implementirane u hardver moraju biti podržane od strane kernela operativnog sistema i drajvera samog uređaja. Primer su GCN(Graphics Core Next-based) AMD Radeon i AMD FirePro grafičke karte, za koje je u Julu 2014, AMD izbacio 83 patch-a, kao podršku za Linux kernel 3.17, kako bi ove grafičke karte bile integrisane u sistem onako kako je bilo predviđeno.
Razvijanje aplikacija koje bi podržale HSA moguć je u nekim od sledećih programskih jezika:
C++11, Java, .NET, programski jezik C I druge.
Moguća je implementacija tradicionalnih GPU programskih jezika kao što je OpenCL, kao i novih Microsoft standarda poput C++AMP.

### Blok dijagrami
Blok dijagrami ispod, na najvišem nivou, pokazuju razliku između HSA i tradicionalne arhitekture.
|  |  |

|  |  |

## Spoljašnje veze
- HSA Heterogeneous System Architecture Overview на веб-сајту  by Vinod Tipparaju at SC13 in November 2013
- HSA and the software ecosystem
- 2012 – HSA by Michael Houston Архивирано на веб-сајту  (5. март 2016)